# 37 Secondes
Production
Diffusion

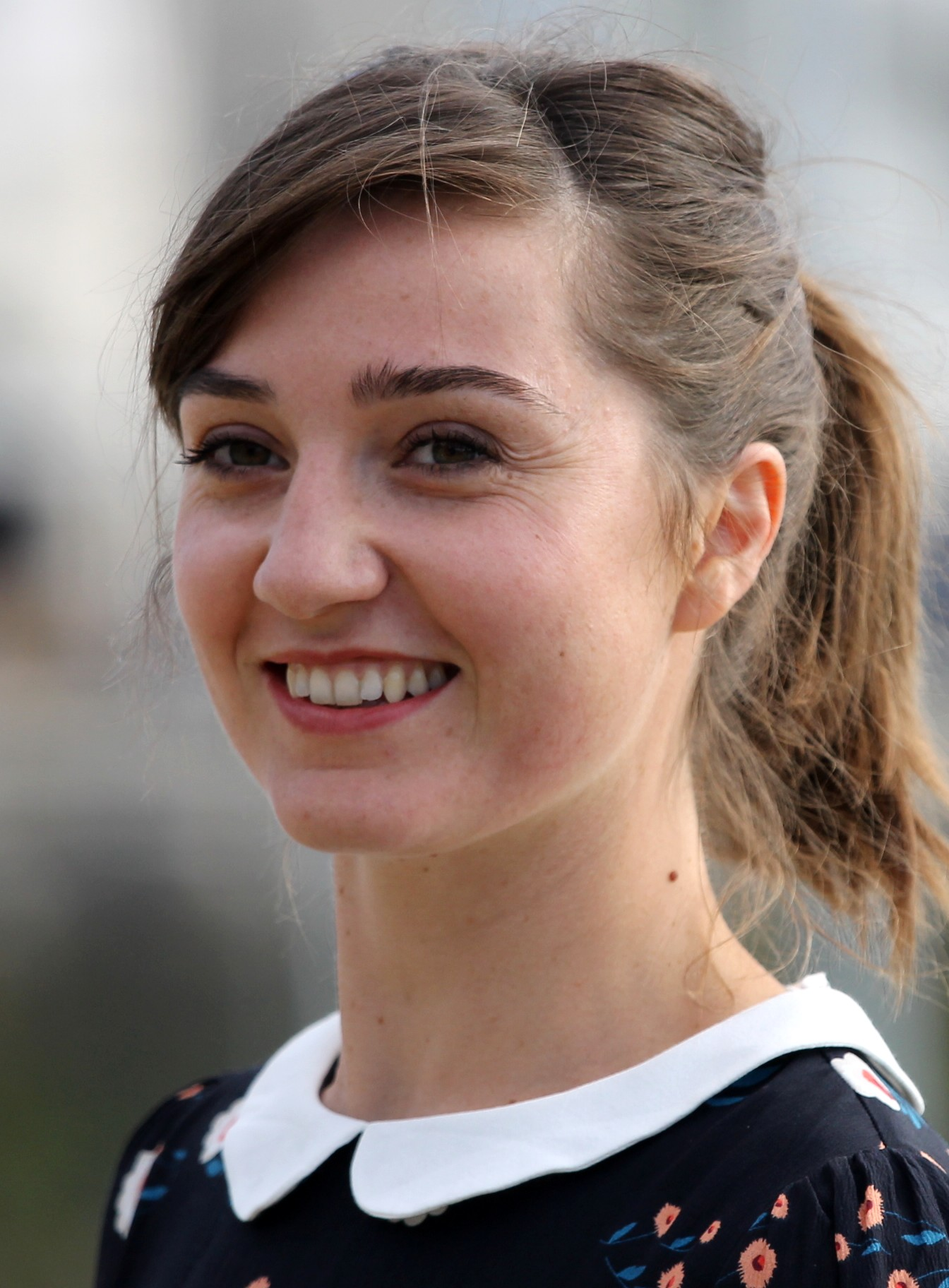
Nina Meurisse.

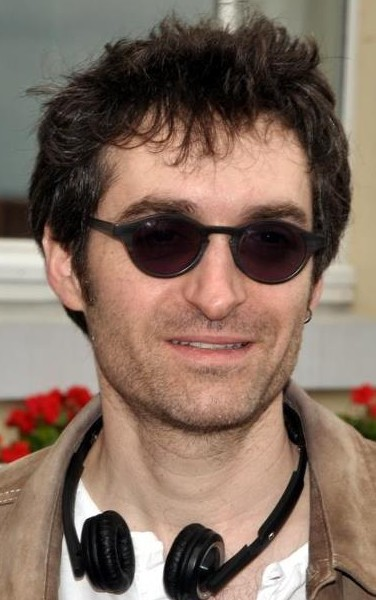
Mathieu Demy.

37 Secondes est une série télévisée française réalisée par Laure de Butler d'après un scénario d'Anne Landois et Sophie Kovess-Brun, évoquant l'enquête sur le naufrage du chalutier breton « Bugaled Breizh » qui a coulé en janvier 2004 en trente sept secondes.
La série remporte le prix de la meilleure série française au Festival Séries Mania 2025 à Lille.
Diffusée sur Arte à partir du 3 avril 2025, elle est une coproduction de Shoot Again Productions, Arte, Alba et Colette Productions.

## Synopsis
L'enquête sur le naufrage du chalutier breton « Bugaled Breizh » qui a coulé au large des côtes britanniques le 15 janvier 2004, entraînant la mort de ses cinq marins, en trente sept secondes, auquel le titre fait référence, la vitesse à laquelle le chalutier a sombré au large du cap Lizard (extrémité sud-ouest de la Grande-Bretagne),.

## Distribution

### Les marins du Bugaled Breizh et leur entourage
- Nina Meurisse : Marie Madec
- Jonathan Turnbull : Loïc Jouan, le propriétaire du Bugaled Breizh
- Jonas Bloquet : Yan Ropars, le mari de Marie
- Victor le Blond : Tristan Ropars, le frère de Yan
- Yann Trégouët : Artus Roussel, le capitaine du Bugaled Breizh
- Éric Pucheu : Pierre Lemoine
- Catherine Riaux : Soizic Lemoine
- Anna Cervinka : Gwenaëlle Roussel
- Antonia Buresi : Fanny Prigent
- Juliette Bouchery : Elisabeth Guillou
- Mélanie Leray : Françoise Le Bras
- Marc Bodnar : Alan Quéré
- Laurent Poitrenaux : amiral Philippe Vidal, sous-marinier à la retraite
- Camille Japy : Bénédicte Vidal
- Stéphane Rideau : Corentin, patron du chalutier Eridan
- Clémentine Poidatz : Sandrine Robin
- Amandine Dewasmes : Christelle Vogel
- Alban Dussin : Bastien
- Pauline Briand : Chloé, compagne de Bastien
- Rachel Malot : Sandra
- Pauline Serieys : Katel, collègue de Marie
- Sissi Duparc : Corinne, collègue de Marie

### Justice et avocats
- Pierre-François Garel : juge Xavier Ferrand
- Salomé Ayache : juge Tiphaine Karsenti
- Alexandre Steiger : procureur Rieux
- Judith Henry : procureure Gastellu
- Mathieu Demy : Maître Christophe Costil, avocat des familles de marins
- François de Brauer : Maître Anthony Favrot, l'associé de Christophe Costil
- Volodia Serre : Maître Bardol, avocat de Loïc Jouan, le propriétaire du Bugaled Breizh
- Léonie Simaga : Maître Laurence Binet, avocate de Pierre et Soizic Lemoine
- Camille Kerdellant : la présidente de la cour d'appel
- Marianne Franck : la greffière de la juge Karsenti

## Production

### Genèse et développement
La série est une coproduction de Shoot Again Productions, Arte, Alba et Colette Productions, réalisée en association avec Sortilèges Productions et Max ainsi qu'avec le soutien de Bretagne Cinéma de la région Bretagne et du Centre national du cinéma et de l'image animée,,.
La série est créée et écrite par Anne Landois et Sophie Kovess-Brun, et réalisée par Laure de Butler pour une diffusion sur Arte et sur la chaîne américaine HBO,,.
Selon la coproductrice Saga Blanchard, la série « ne prétend pas prendre parti, mais veut donner à voir la tragédie vécue par ce monde de la mer : un milieu trop peu présent sur nos écrans ».

### Tournage
Le tournage de la série a lieu du 7 mars au 29 mai 2024 en Bretagne, à proximité de Brest et de Quimper, entre autres au Guilvinec et à Penmarc'h dans le département du Finistère,,. De nombreux professionnels bretons ont collaboré au projet.
Alain Bonnet, producteur exécutif de la série, précise : « Il faut s'adapter au rythme du port et aux contraintes de temps engendrées par les mouvements des bateaux. Tout est fonction de la météo et de la marée ».
Les scènes de tribunal sont filmées du 14 au 24 mai 2024 à Brest, la « cité du Ponant ».

### Fiche technique
Sauf indication contraire, les informations mentionnées dans cette section peuvent être confirmées par les bases de données cinématographiques  présentes dans la section « Liens externes ».
- Titre français : 37 Secondes
- Genre : Drame[9]
- Production : Anne Landois, Alain Bonnet et Saga Blanchard[6],[9]
- Sociétés de production : Shoot Again Productions, Arte, Alba Films et Colette Productions[5],[9]
- Sociétés de distribution : Arte et HBO[5]
- Réalisation : Laure de Butler[3],[6],[7],[1],[9]
- Scénario : Anne Landois et Sophie Kovess-Brun[3],[6],[1],[9]
- Musique : Clément Tery[9]
- Décors : Guillaume de Viercy[10]
- Costumes : Emmanuelle Pertus[10]
- Photographie : Benjamin Louet[10]
- Son : Laurent Cercleux[10]
- Montage : Carole Le Page et Floriane Allier[10]
- Maquillage : Valérie Cancalon[10]
- Pays de production :  France
- Langue originale : français
- Format : couleur
- Nombre de saisons : 1
- Nombre d'épisodes[9] : 6
- Durée : 50 minutes[9]
- Dates de première diffusion : 26 mars 2025 (sur arte.tv)[11], 3 avril 2025 (sur Arte)[12]

## Accueil

### Distinction
- Festival Séries Mania 2025 : prix de la meilleure série française[13],[14]

### Accueil critique
Alexandre Letren, du site VL-Media, souligne : « Judiciairement, l'affaire est considérée comme classée mais les interrogations demeurent. C'est ce qui fait de 37 secondes une série forte et importante. Car les victimes et leurs proches méritent toujours la vérité et la justice ».